# 凯拉 (艾希斯费尔德县)
凯拉（德語：Kella，發音：[ˈkɛla]）是德国图林根州艾希斯费尔德县的市镇，总面积5.06平方千米，2023年12月31日总人口为479人。